# 1910er
Portal Geschichte | Portal Biografien | Aktuelle Ereignisse | Jahreskalender | Tagesartikel

◄ |
19. Jh. |
20. Jahrhundert
| 21. Jh.

◄ |
1880er |
1890er |
1900er |
1910er
| 1920er | 1930er | 1940er | ►

1910 |
1911 |
1912 |
1913 |
1914 |
1915 |
1916 |
1917 |
1918 |
1919
Die 1910er-Jahre, waren ein Jahrzehnt des Wandels und der Umbrüche, sie erstreckten sich von 1910 bis 1919 und waren geprägt von tiefgreifenden politischen, sozialen und kulturellen Veränderungen. Diese Jahre waren insbesondere von den globalen politischen Spannungen und des Ersten Weltkrieges (1914–1918) gekennzeichnet, der die Weltordnung nachhaltig beeinflusste. Der Konflikt führte global zu massiven Verlusten an Menschenleben und veränderte die internationalen Beziehungen grundlegend.
Gleichzeitig erlebten viele Länder soziale Bewegungen, die sich für die Rechte von Frauen, Arbeiterinnen und Arbeitern sowie ethnischen Minderheiten einsetzten. Technologische Innovationen, wie der Aufstieg der Automobilindustrie und Fortschritte in der Kommunikation, trugen zur Modernisierung der Gesellschaft bei.
In der Kunst und Kultur waren die 1910er Jahre geprägt von einem Aufbruch in der Literatur, Malerei und Musik, mit Strömungen wie dem Expressionismus und dem Kubismus, die neue Wege des Denkens und der Wahrnehmung beschritten. Diese Dekade markierte somit nicht nur den Beginn eines verheerenden Krieges, sondern auch eine Ära der kreativen und sozialen Revolutionen.

## Ereignisse

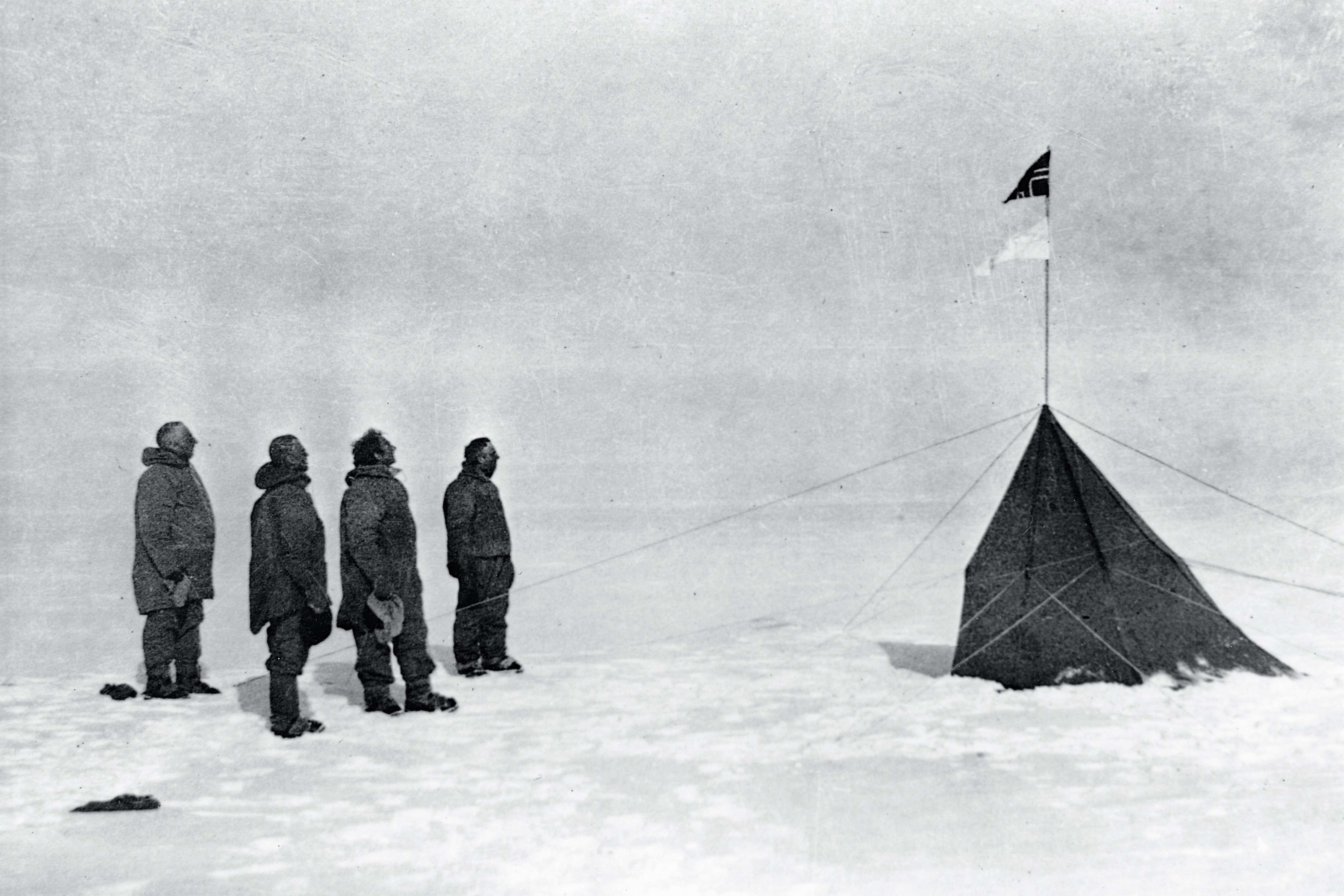
Roald Amundsen (links) und seine Begleiter am Südpol

- 1910: Nach dem Sturz von König Manuel II. wird in Portugal die Erste Republik proklamiert.
- 1910: Der britische König und Kaiser von Indien, Edward VII., stirbt an einem akuten Schub einer chronisch gewordenen Bronchitis im Buckingham Palace. Sein 44-jähriger Sohn George V. folgt ihm auf den britischen Thron.
- 1910: Die deutsche Sozialistin und Frauenrechtlerin Clara Zetkin schlägt auf der Zweiten Internationalen Sozialistischen Frauenkonferenz in Kopenhagen die Einführung eines internationalen Frauentages vor, ohne jedoch ein bestimmtes Datum zu favorisieren. Der erste Frauentag wurde dann am 19. März 1911 in Dänemark, Deutschland, Österreich-Ungarn und der Schweiz gefeiert.
- 1911 bis 1912: Mit der italienischen Kriegserklärung beginnt am 29. September 1911 der Italienisch-Türkische Krieg und endete mit dem Frieden von Ouchy am 18. Oktober 1912.
- 1911: Mit dem Auffinden des offenbar ermordeten 12-jährigen Andrej Jušcinskij beginnt in Kiew die Beilis-Affäre. Konservative Angehörige der Organisation der Schwarzen Hundert versuchen den Mord als jüdischen Ritualmord darzustellen, obwohl alle Indizien in eine andere Richtung weisen.
- 14. Dezember 1911: Roald Amundsen erreicht als erster Mensch den Südpol.
- 1912: Jungfernfahrt und Untergang der Titanic.
- 1912: Woodrow Wilson gewinnt die Präsidentschaftswahl in den Vereinigten Staaten.
- 1912: Sun Yat-sen proklamiert die Republik China und gründet die Kuomintang.
- 1912: Der spanische Ministerpräsident José Canalejas Méndez wird auf der Puerta del Sol in Madrid von dem Anarchisten Manuel Pardiñas Serrano ermordet. Álvaro Figueroa Torres wird von König Alfons XIII. zum Ministerpräsidenten ernannt.
- 1912 und 1913: Die Balkankriege sind zwei Kriege der Staaten der Balkanhalbinsel in den Jahren 1912 und 1913 im Vorfeld des Ersten Weltkriegs. Als Folge wurde das Osmanische Reich in Europa bis in die heutigen Grenzen der Türkei verdrängt und musste große Gebiete an die Nachbarländer abtreten.
- 1913: Norwegen führt als erster souveräner Staat Europas das Frauenwahlrecht ein.
- 1913: Der Bau von Canberra, der Planhauptstadt von Australien im 1910 geschaffenen Australian Capital Territory, wird nach Plänen des Architekten Walter Burley Griffin begonnen.
- 1913: Der Natives Land Act in Südafrika bereitet den Weg für das spätere System der Apartheid.
- 1914 bis 1918: Das Attentat von Sarajevo auf Erzherzog Franz Ferdinand und seine Gemahlin Sophie löst die Julikrise aus, die schließlich zum Ersten Weltkrieg führt.
- 1914: Das 200 Passagiere transportierende Paketboot Ancona durchfährt als erstes Wasserfahrzeug den Panamakanal in voller Länge. Offizielle Eröffnungsfeierlichkeiten entfallen wegen des Kriegsausbruchs in Europa.
- 1914 bis 1923: Anfangsphase der deutschen Inflation 1914 bis 1923, einer der radikalsten Geldentwertungen, die eine große Industrienation je erlebt hat.
- 1915: Mit dem von Innenminister Talât Pascha vorgelegten osmanischen Tehcir-Gesetz wird der Völkermord an den Armeniern eingeleitet.
- 1916: Deutschland führt als weltweit erstes Land die Sommerzeit ein. Der 1. Mai beginnt bereits am 30. April um 23:00 Uhr.
- 1917: Oktoberrevolution in Russland und Beginn des Bürgerkriegs in Russland (bis 1922).
- 1918: Die Novemberrevolution stürzt das Deutsche Kaiserreich und führt in die Erste Republik. Kaiser Wilhelm II. geht ins Exil.
- 1918: Die Tschechoslowakei wird gegründet.
- 1918: In Jekaterinburg wird die russische Zarenfamilie ermordet.
- 1918: Lenin wird bei einem Attentat schwer verletzt; als Verdächtige wird Fanny Kaplan festgenommen. Das Attentat löst die Phase des sogenannten Roten Terrors aus.
- 1918: Selbständiger ungarischer Staat und Räterepublik (1919).
- 1918: Beginn einer Influenzapandemie („Spanische Grippe“). Bis Ende 1919 erkranken ca. 500 Mio. Menschen, über 20 Mio. werden durch die Pandemie sterben.
- 1919: Gründung der Weimarer Republik.
- 1919: Karl Liebknecht, Rosa Luxemburg und Leo Jogiches gründen die KPD als selbständige Partei. Spartakusaufstand in Berlin. Rosa Luxemburg und Karl Liebknecht werden von Soldaten der Garde-Kavallerie-Schützen-Division in Berlin ermordet; Luxemburgs Leiche im Landwehrkanal versenkt.
- 1919: Ausrufung und Niederschlagung der Bremer Räterepublik und der Münchner Räterepublik.
- 14./15. Juni 1919: erster Nonstopflug über den Atlantik durch John Alcock und Arthur Whitten Brown.
- 1919: Die Satzung des Völkerbundes wird durch die Vollversammlung der Friedenskonferenz von Versailles angenommen.

## Wirtschaft

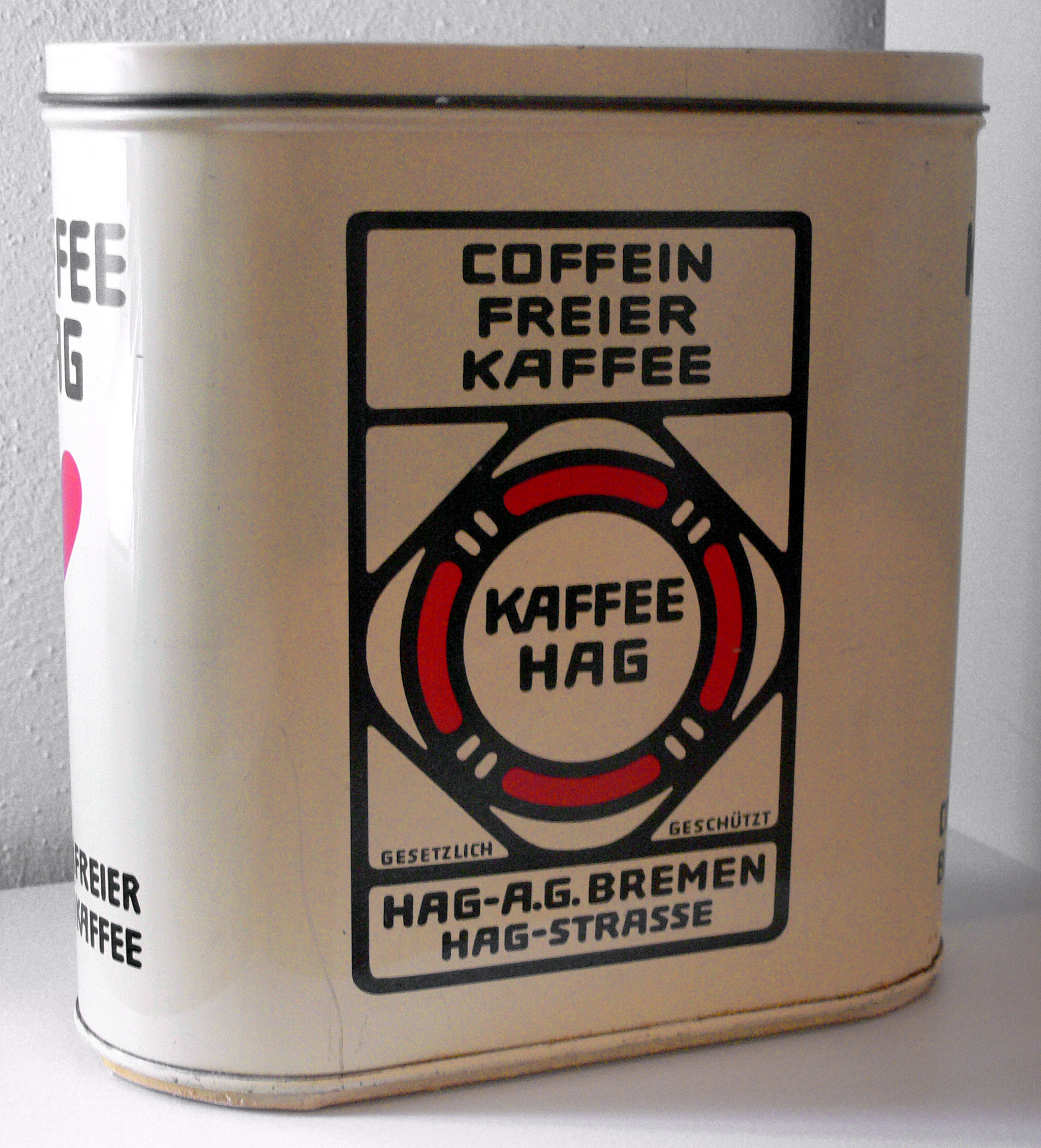
Koffeinfreier Kaffee-HAG

- 1910: Mit dem Australian Notes Act wird in Australien die Commonwealth Treasury gegründet und das Australische Pfund als eigene Währung für das vereinigte Australien eingeführt.
- 1910: Durch eine Änderung der Firma entsteht in Mailand der Automobilproduzent Alfa Romeo.
- 1911: Der Rennfahrer Louis Chevrolet und der Unternehmer William Durant gründen in Detroit das Automobilunternehmen Chevrolet Motor Car Company.
- 1912: Staatspräsident Adolfo Díaz führt an Stelle des bisher gültigen Peso den Córdoba Oro als neue Währung in Nicaragua ein. Am Anfang entspricht ein Córdoba einem US-Dollar.
- 1912: In Eindhoven wird das expandierende Unternehmen Philips & Co. in die gegründete Aktiengesellschaft N. V. Philips' Gloeilampenfabrieken überführt.
- 1913: Der Bäcker Karl Albrecht sen., der seine Tätigkeit aus gesundheitlichen Gründen aufgeben muss, macht sich als Brothändler selbstständig. Seine Frau Anna gründet unter seinem Namen in Schonnebeck einen Tante-Emma-Laden. Unter ihren Söhnen Karl und Theo wird das Unternehmen Aldi im Laufe des 20. Jahrhunderts zu einem Handelsimperium.
- 1913: Karl Rapp gründet in München die Rapp Motorenwerke GmbH, Vorgänger der Bayrischen Motorenwerke (BMW). Die Bayerischen Motoren Werke (BMW) werden 1916 gegründet.
- 1913: Arthur Andersen und Clarence DeLany gründen in Chicago, Illinois, das Wirtschaftsprüferunternehmen Andersen, DeLany & Co, das sich zu einem der größten Wirtschaftsprüferunternehmen weltweit entwickelt.
- 1914:  Auf einer Pressekonferenz kündigt Henry Ford die Einführung des Achtstundentags bei Ford zum 12. Januar und einen Mindestlohn von fünf US-Dollar pro Tag an.
- 1914: In Bologna wird das Automobilunternehmen Maserati gegründet.
- 1915: Im Ersten Weltkrieg wird im Deutschen Reich die Versorgung mit Brot rationiert. Die Brotkarte ist die erste von weiteren, folgenden Lebensmittelmarken.
- 1915: Das Filmtechnikunternehmen Technicolor wird gegründet.
- 1916: William Edward Boeing und George Conrad Westervelt gründen in Seattle die Firma Pacific Aero Products Company, die sich zum Flugzeughersteller The Boeing Company weiterentwickelt.
- 1917: Der Normenausschuss der deutschen Industrie (Vorläufer des DIN) wird gegründet.
- 1917: Gründung des britischen Unternehmens BP.
- 1918: In der Sowjetunion werden Großindustrie und Eisenbahnen verstaatlicht.
- 1919: Henri Farman gründet mit seinem Bruder Maurice die erste Linienfluggesellschaft der Welt. Die Lignes Farman werden im Jahr 1933 zu einem Vorgänger der Air France.
- 1919: In Nürnberg entsteht als Allgemeiner Deutscher Gewerkschaftsbund ein Zusammenschluss von 52 Gewerkschaften, der von Carl Legien geführt wird.
- 1919: Gründung des Unternehmens Danone in Barcelona von Isaac Carasso.
- 1919: Die Koninklijke Luchtvaart Maatschappij (KLM) wird gegründet und ist somit die älteste noch existierende Fluggesellschaft der Welt.

## Kulturgeschichte

### Wissenschaft und Technik
- 1910: Robert Victor Neher reicht zusammen mit Edwin Lauber und Alfred Gmür in der Schweiz eine Patentanmeldung für das von ihm erdachte Verfahren zur Herstellung von Alufolien ein.
- 1910: Die Erde durchquert den Schweif des Halleyschen Kometen, was zahlreiche Menschen in Angst versetzt, weil Astronomen darin kurz zuvor das giftige Gas Dicyan entdeckt haben.
- 1910: Bei einem unfreiwilligen Flugtest mit der Coanda-1910 entdeckt der rumänische Physiker und Aerodynamiker Henri Marie Coandă den nach ihm benannten Coandă-Effekt. Er beobachtet während der Landung des Flugzeugs, wie sich die Gase und die Flammen aus dem Triebwerk am Rumpf des Flugzeugs entlang anlegen. Dabei gerät das Flugzeug in Brand und wird vollständig zerstört.
- 1911: Die vom belgischen Großindustriellen und Amateurforscher Ernest Solvay organisierte erste Solvay-Konferenz mit dem Thema Theorie der Strahlung und Quanten wird unter dem Vorsitz von Hendrik Antoon Lorentz in Brüssel abgehalten.
- 1911: In Berlin wird die Kaiser-Wilhelm-Gesellschaft zur Förderung der Wissenschaften e. V., Vorläufer der späteren Max-Planck-Gesellschaft, gegründet.
- 1911: Im Deutschen Museum wird der erste Fernsehapparat der Welt aufgestellt.
- 1911: Joseph John Thomson baut den ersten Massenspektrographen.
- 1912: Der US-Amerikaner Albert Berry springt als erster Mensch mit einem Fallschirm aus einem Flugzeug. Sein anschließender Kommentar dazu lautet: „Nie wieder!“ Der Fallschirm wurde von Thomas Wesley Benoist und dem Piloten Tony Jannus entwickelt.
- 1912: Victor Franz Hess entdeckt die Höhenstrahlung (Kosmische Strahlung) mit Hilfe von Ballonfahrten in der Erdatmosphäre. Er veröffentlicht die Entdeckung in der Physikalischen Zeitschrift 13 (1912), 1084.
- 1912: Max von Laue entdeckt zusammen mit Walter Friedrich und Paul Knipping die Beugung von Röntgenstrahlen an Kristallen (veröffentlicht in: Münchener Berichte 1912, 303). Damit sind sowohl der Wellencharakter der Röntgenstrahlung als auch die Gitterstruktur der Kristalle nachgewiesen.
- 1912: Alfred Wegener stellt während eines Treffens der Geologischen Vereinigung im Frankfurter Senckenberg-Museum erstmals seine Gedanken zur Kontinentalverschiebung in der Öffentlichkeit vor.
- 1912: Der deutsche Chemiker Anton Köllisch synthetisiert für das Chemieunternehmen Merck erstmals den Ecstasy-Wirkstoff MDMA.
- 1912: Die Internationale Feuerlösch-Gesellschaft mbH präsentiert in Berlin den ersten „Schnell-Trocken-Feuerlöscher“. Das patentierte Löschverfahren revolutioniert die Brandbekämpfung und kann als Vorläufer aller modernen mobilen Feuerlöscher angesehen werden.
- 1912: Der deutsche Archäologe Ludwig Borchardt (1863–1938) entdeckt in Tell El-Amarna die 3000 Jahre alte Büste der Nofretete, Gattin des Echnaton.
- 1913: Die französischen Physiker Charles Fabry und Henri Buisson entdecken die Ozonschicht, als sie durch UV-spektroskopische Untersuchungen erstmals Ozon in höheren Atmosphärenschichten nachweisen können.
- 1914: Walter Schottky entwickelt die Gesetze zum Anlauf-, Raumladungs- und Sättigungsgebiet in der Vakuumröhre.
- 1914: Ernest Rutherford identifiziert die „Rückstoßatome“ beim Beschuss von Wasserstoff-Atomen mit Elektronen als Protonen.

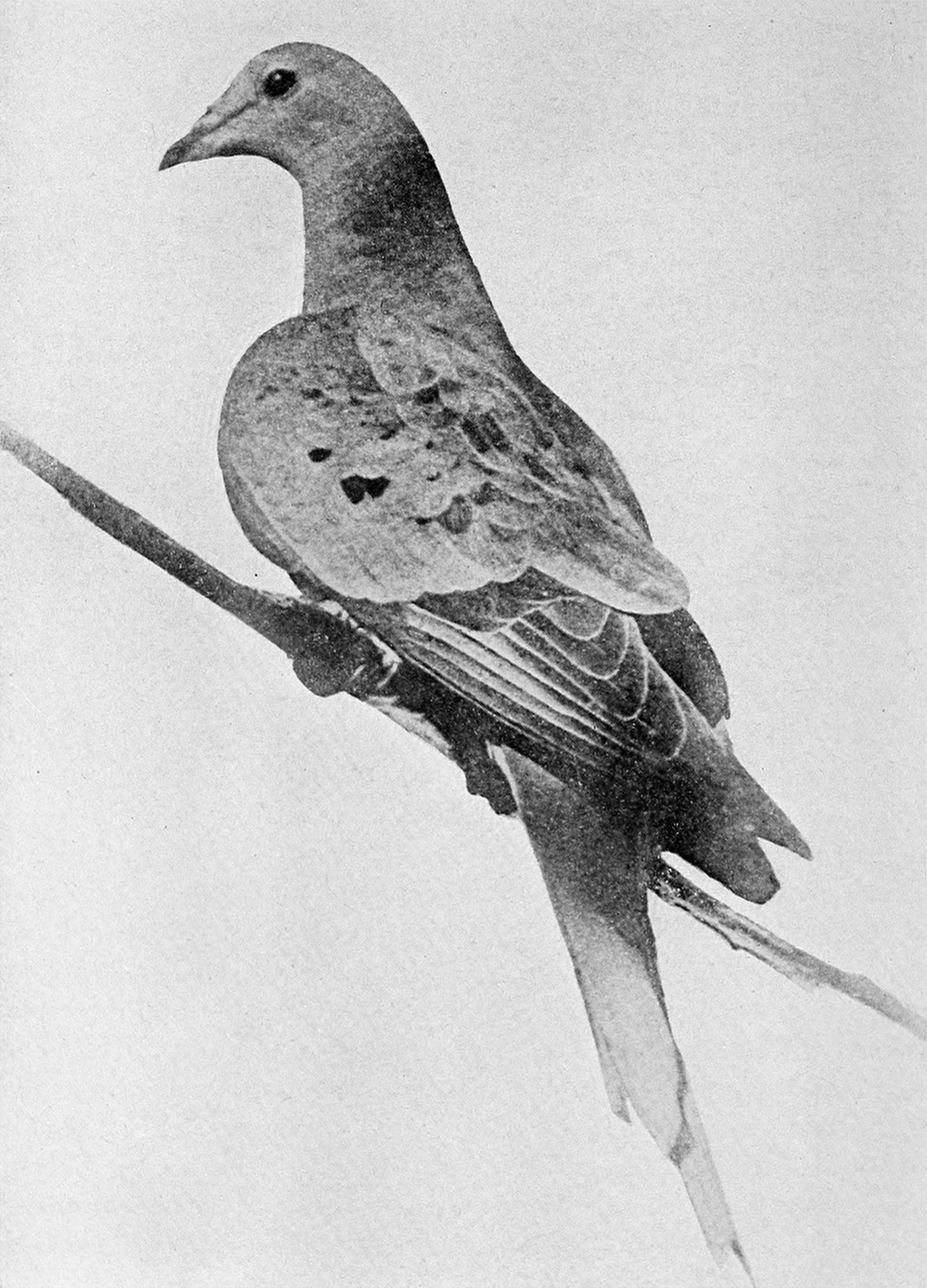
Martha, die letzte Wandertaube

- 1915: Albert Einstein hält in der Treptower Sternwarte seinen ersten öffentlichen Vortrag über die von ihm entwickelte Allgemeine Relativitätstheorie. An der Preußischen Akademie der Wissenschaften trägt Einstein den Kern der Allgemeinen Relativitätstheorie vor. Zur Beschreibung der gekrümmten Raumzeit bedient er sich der Differentialgeometrie.
- 1916: Oskar Dressel gelingt die Synthese des Medikaments Suramin. Suramin bzw. Suramin Sodium ist das erste wirksame Heilmittel gegen die Schlafkrankheit.
- 1918: Der Forschungsreisende Reinhard Maack entdeckt im Brandbergmassiv die mindestens 2000 Jahre alte Felszeichnung Weiße Dame.
- 1919: In Weimar entsteht das von Walter Gropius initiierte Bauhaus als eine Hochschule für Gestaltung.
- 1919: Arthur Stanley Eddington beobachtet während einer totalen Sonnenfinsternis in der portugiesischen Kolonie São Tomé und Príncipe, dass das Gravitationsfeld der Sonne Licht genau so ablenkt, wie es die allgemeine Relativitätstheorie von Albert Einstein vorhersagt.
- 1919: Ernest Rutherford wandelt künstlich Stickstoff in Sauerstoff um.
- 1919: Francis William Aston entdeckt, dass Isotopie eine über das ganze Periodensystem verbreitete Erscheinung ist

Natur
- 1914: Im Zoo von Cincinnati stirbt mit der Wandertaube Martha das letzte bekannte Individuum ihrer Gattung, die bereits gegen Ende des 19. Jahrhunderts weitestgehend verschwand. Die Wandertaube wurde seither zusammen mit der Bejagung des Bison zum Symbol für den Raubbau an der Natur.
- 1916: In den USA entsteht der National Park Service. Ihm obliegt es, die verwalteten Orte zugänglich zu machen und die natürliche Landschaft und Tierwelt sowie historische Denkmale zu erhalten.
- 1917: Der US-amerikanische Paläontologe Charles Walcott findet im Burgess-Schiefer versteinert die ausgestorbene Art Fasciculus vesanus, die vor etwa 510 Millionen Jahren im Kambrium auf der Erde lebte.
- 1918: Im Zoo von Cincinnati stirbt Incas, der letzte Karolinasittich. Seither gilt die einzige Papageienart Nordamerikas als ausgestorben.

Psychologie
- 1910: Der deutsche Arzt Magnus Hirschfeld prägt den Begriff Transvestitismus.
- 1910: Sigmund Freud gründet gemeinsam mit anderen Psychoanalytikern in Nürnberg die Internationale Psychoanalytische Vereinigung.
- 1913: Sigmund Freud veröffentlicht die Schrift Totem und Tabu, in der er sich mit dem Inzestverbot auseinandersetzt.

Transportwesen
- Das Ford Modell T dominiert den Automarkt.
- Robert Goddard entwickelt die ersten Raketen.
- 1910: Der wenige Tage zuvor in Betrieb genommene Zeppelin LZ 7 „Deutschland“ stürzt in einem Unwetter am Limberg im Teutoburger Wald bei Bad Iburg nach Versagen eines Motors ab. Passagiere und Besatzung überleben das Unglück.
- 1912: In Berlin wird die Diesel-Klose-Sulzer-Thermolokomotive für die Preußischen Staatseisenbahnen fertiggestellt, die weltweit erste Diesellokomotive.
- 1915: Das National Advisory Committee for Aeronautics (NACA), aus dem 1958 die NASA hervorgehen wird, wird gegründet. Es soll die Innovationen im Flugzeug- und Antriebsbau koordinieren und auf eine wissenschaftliche Grundlage stellen. Die so erlangten Erkenntnisse werden der amerikanischen Luftfahrtindustrie zur Verfügung gestellt.
- 1916: Die längste Eisenbahnstrecke der Welt, die Transsibirische Eisenbahn, wird fertiggestellt.
- 1919: Die Junkers F 13 absolviert als erstes Ganzmetallflugzeug ihren Erstflug.

### Bildende Kunst
- 1910: Umberto Boccioni präsentiert das Manifest der futuristischen Malerei.
- 1910: Die überwiegend expressionistische Neue Secession spaltet sich unter der Führung von Max Liebermann von der Berliner Secession ab.
- 1910 bis 1911: Die Ausstellung Manet and the Post-Impressionists in den Grafton Galleries in London, organisiert von Roger Fry, führt den Kunstbegriff des Post-Impressionismus ein. Das Londoner Publikum der Edwardischen Epoche zeigt sich von der Ausstellung schockiert, und die Presse veröffentlicht vernichtende Kritiken. Darin wird der Organisator Fry unter anderem als „verrückt“ bezeichnet, Paul Cézannes Werke mit Kinderkritzeleien verglichen.
- 1911: Weil Gustav Pauli, wissenschaftlicher Leiter von Der Kunstverein in Bremen, das Bild Mohnfeld von Vincent van Gogh für die Kunsthalle Bremen gekauft hat, erscheint in den Bremer Nachrichten ein „Mahnwort“. Das ist der Anstoß für den Bremer Künstlerstreit.
- 1911: Das Bildnis der Mona Lisa wird von dem 31-jährigen italienischen Anstreicher Vincenzo Peruggia aus dem Louvre gestohlen.
- 1911: Ein arbeitslos gewordener Marinekoch sticht im Amsterdamer Rijksmuseum auf Rembrandts Gemälde Die Nachtwache mit einem Messer ein.
- 1911: Nach einem von ihm provozierten Streit verlässt Wassily Kandinsky die Neue Künstlervereinigung München und gründet mit Franz Marc die Künstlervereinigung Der Blaue Reiter.
- 1912: Marcel Duchamp malt Nu descendant un escalier no. 2, ein Schlüsselwerk der klassischen Moderne.
- 1912: Die Bezeichnung Orphismus wird von dem Schriftsteller Guillaume Apollinaire für die Bilder Robert Delaunays geprägt, der im selben Jahr eine Einführung zur Delaunay-Ausstellung in der Galerie Der Sturm von Herwarth Walden gibt. Er sieht darin die Überwindung des Kubismus.
- 1912: Georges Braque und Pablo Picasso entwickeln die Papier collé, eine Frühform der Collage.
- 1913: In Kopenhagen wird die von Edvard Eriksen geschaffene Kleine Meerjungfrau, die zum Wahrzeichen der Stadt wird, enthüllt.
- 1913: Zum hundertjährigen Jubiläum der Völkerschlacht bei Leipzig wird das Völkerschlachtdenkmal bei Leipzig eingeweiht. Der Grundstein war 15 Jahre zuvor gelegt worden. Kaiser Wilhelm II. und König Friedrich August III. nehmen an der Veranstaltung teil.
- 1915: Der Verleger und Kunsthändler Watanabe Shōzaburō prägt den Begriff Shin-hanga für die moderne Form des japanischen Holzschnittes. Der erste Shin-hanga Im Bad stammt von Hashiguchi Goyō. Gleichzeitig erlebt auch der Sōsaku-hanga seine Blüte, eine weitere Form des Holzschnittes, bei der der Künstler alle drei Arbeitsschritte (zeichnen, schnitzen, drucken) selbst ausführt.
- 1916: Hugo Ball, Emmy Hennings, Tristan Tzara, Richard Huelsenbeck, Marcel Janco und Hans Arp gründen in Zürich die künstlerische und literarische Bewegung des Dadaismus. Vom Dadaismus gehen erhebliche Impulse auf die Kunst der Moderne bis hin zur heutigen Zeitgenössischen Kunst aus.
- 1919: Gründung der Hamburgischen Sezession.

### Mode
- Das Korsett wird zunehmend aus der Frauenmode entfernt.
- Der französische Modeschöpfer Paul Poiret entwirft den sogenannten „Humpelrock“.
- In Paris kommt gleichzeitig das Hosenkleid in Mode.

### Musik und Theater
- Dixieland Jazz
- Delta Blues
- 1911: Der Rosenkavalier von Richard Strauss wird in Dresden uraufgeführt.
- 1911: The March of Women von Ethel Smyth wird in der Pall Mall in London uraufgeführt. Eine weitere Aufführung erfolgt am 23. März in der Royal Albert Hall, von wo aus das Lied eine rasche Verbreitung in England erfährt, und zur Hymne der englischen Suffragettenbewegung wird.
- 1914: Die Uraufführung der Oper Notre Dame von Franz Schmidt nach dem Roman Der Glöckner von Notre-Dame von Victor Hugo findet nach mehrfacher Ablehnung an der Hofoper in Wien statt. Die Sopranistin Marie Gutheil-Schoder singt die Rolle der Esmeralda. Das Werk wird Schmidts größter Erfolg, gerät aber trotzdem bald in Vergessenheit.

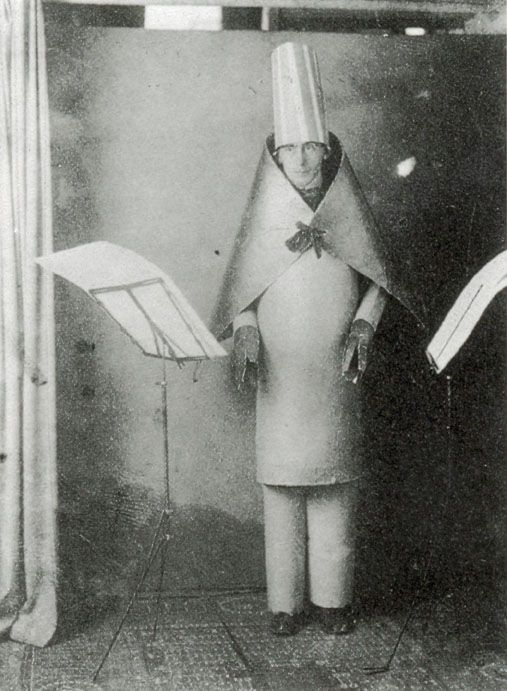
Hugo Ball bei einer Vorstellung im Cabaret Voltaire, 1916

- 1916: Hugo Ball und Emmy Hennings gründen in Zürich das Cabaret Voltaire, den Geburtsort des Dadaismus. Im Juni führt Ball hier sein erstes Lautgedicht Gadji beri bimba auf.
- 1916: Die Schneider von Schönau, eine komische Oper in drei Akten des niederländischen Komponisten Jan Brandts-Buys mit dem Libretto von Ignaz Michael Welleminsky, wird an der Dresdner Hofoper uraufgeführt. Die Oper verschafft dem Komponisten einen internationalen Erfolg.
- 1916: Die Uraufführung der Oper Das höllisch Gold von Julius Bittner findet in Darmstadt statt. Die Oper wird der größte Erfolg des Komponisten.
- 1918: Uraufführung der Oper Die Gezeichneten von Franz Schreker in Frankfurt am Main

### Film
- 1910: Der wahrscheinlich erste in Hollywood gedrehte Film In Old California des Regisseurs D. W. Griffith wird in den Vereinigten Staaten uraufgeführt.
- 1910: Urban Gads Film Afgrunden (Abgründe) wird in Düsseldorf erstmals in Deutschland gezeigt. Der dänische Film, in dem Asta Nielsen in der Hauptrolle ihr Debüt feiert, dauert 45 Minuten und gilt als erster abendfüllender Film Europas.
- 1910: Frankenstein (die erste filmische Adaption, als Kurzfilm)
- 1911: Das Filmstudio Babelsberg wird gegründet.
- 1912: Carl Laemmle gründet mit Anderen die Universal Film Manufacturing Company, aus der die Filmproduktionsgesellschaft Universal Studios hervorgeht.
- 1912: Oliver Twist (der erste US-amerikanische Spielfilm)
- 1913: In Berlin wird der Spielfilm Der Student von Prag mit Paul Wegener in der Titelrolle uraufgeführt. Er gilt als der weltweit erste Autorenfilm und Kunstfilm. Die Doppelbelichtungsaufnahmen von Kameramann Guido Seeber gelten als bedeutender Schritt zur Loslösung des deutschen Films vom Theater hin zu einem filmspezifischen Ausdruck.
- 1914: Das Filmstudio Paramount Pictures wird in Hollywood gegründet.

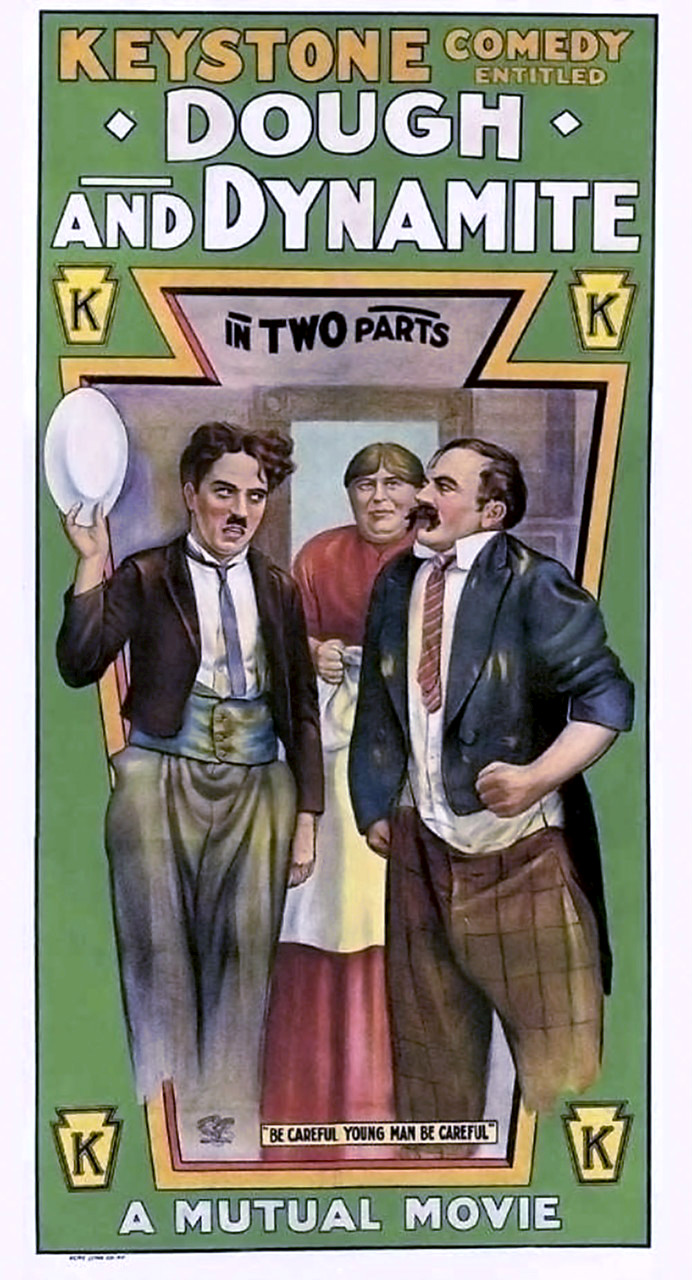
Filmplakat zu Dough and Dynamite

- 1914: Charlie Chaplin beginnt seine Leinwandkarriere, er nimmt seine Tätigkeit bei den Keystone Studios auf. Anfang Januar beginnen die Dreharbeiten zu seinem ersten Film Wunderbares Leben unter der Regie von Henry Lehrman. Am 7. und 9. Februar werden die Filme Kid Auto Races at Venice (Seifenkistenrennen in Venice), der am 10. Januar in nur 45 Minuten fertiggestellt worden ist, und Mabel’s Strange Predicament (Mabel in peinlicher Lage) veröffentlicht, in denen Chaplin erstmals in der Rolle des Tramps zu sehen ist. Danach folgen mehrere Filme mit Mabel Normand, wobei Chaplin jedoch immer wieder Probleme mit den Regisseuren sowie der Hauptdarstellerin hat. Am 4. Mai erscheint sein Regieerstling Caught in the Rain. Ende Oktober erscheint der Film Dough and Dynamite von und mit Charles Chaplin. Mack Sennetts Spielfilm Tillie's Punctured Romance (Tillies gestörte Romanze) mit Marie Dressler, Charles Chaplin und Mabel Normand hat am 14. November seine Uraufführung. Er gilt als die erste abendfüllende Filmkomödie der Vereinigten Staaten.  Ende des Jahres endet Charlie Chaplins Engagement bei den Keystone Studios nach 35 Filmen, weil sie sich auf seine erhöhten Honorarforderungen nicht einlassen wollen. Im November unterschreibt Chaplin einen Vertrag bei dem von den Filmpionieren George K. Spoor und Gilbert M. Anderson geführten Unternehmen Essanay.

- 1914: Der Kurzfilm Gertie the Dinosaur von Winsor McCay hat seine Uraufführung im Palace Theater in Chicago. Die Titelfigur gilt als die erste echte Zeichentrickfigur, die dem Trickfilm zu seinem kommerziellen und künstlerischen Durchbruch verhilft.
- 1915: Der Stummfilm Die Geburt einer Nation von David Wark Griffith wird in Los Angeles uraufgeführt.
- 1916: Die Uraufführung des wegweisenden Filmepos Intoleranz von David Wark Griffith findet statt.
- 1916: Der Vagabund mit Charlie Chaplin
- 1917: Technicolor wird bei dem Film The Gulf Between zweifarbig zum ersten Mal eingesetzt.
- 1917: Mit dem ersten von insgesamt vier Teilen von Es werde Licht! (Regie: Richard Oswald) kommt der erste Sitten- bzw. Aufklärungsfilm in die Kinos.
- 1919: Anders als die Andern

### Rundfunk
- Im Jahr 1919 wird die drahtlose Sendetechnik erstmals öffentlich genutzt. Bis dahin waren Rundfunkübertragungen ein Privileg des Militärs.
- In den USA und Europa entstehen zahlreiche Kleinsender.
- In Deutschland sichert die Reichspost ihren Anspruch auf das Funkwesen und gliedert dafür aus ihrer alten Abteilung „Telegraphen- und Fernsprechwesen“ eine neue Abteilung für „Funkentelegraphie“ aus. Hans Bredow wechselt als Ministerialdirektor zum Reichspostministerium und beginnt mit der Einrichtung eines „Reichsfunknetzes“.
- Eine Post-Denkschrift fasst die politischen Bedenken gegen das neue Medium in Deutschland zusammen: „Eine allgemeine Freigabe der Benutzung von Empfangsapparaten zur Aufnahme beliebiger Nachrichten, wie sie in einigen Ländern erfolgt ist, in denen der Staat sich mit der Beförderung drahtlosen Nachrichten im inneren Verkehr nicht befaßt, hat seine große Bedenken, denn es würde damit jedermann technisch möglich sein, alle in der Luft befindlichen Nachrichten abzuhören.“[1]

### Sport

Olympische Ringe

- V. Olympische Sommerspiele in Stockholm 1912; 6. Juli 1912 bis 22. Juli 1912.
- Gründung mehrerer bedeutender Sport- und Fußballvereine. Darunter Malmö FF, Hamburg-St. Pauli Turnverein (späterer Name: FC St. Pauli), FK Austria Wien, Hajduk Split, VfB Stuttgart (durch Fusionen zweier Vereine), PSV Eindhoven und FC Valencia. Unter dem Namen Odd wird der norwegische Fußballklub Rosenborg Trondheim gegründet. Durch den Zusammenschluss von den drei Vereinen SC Germania Hamburg, Hamburger SV 1888 und FC Falke 06 entsteht der Hamburger SV.
- 1911: In Frankfurt am Main wird der Deutsche Fechter-Bund gegründet.
- 1911: Österreichische Fußballmeisterschaft 1911/12 – Die erste österreichische Fußballmeisterschaft wird ins Leben gerufen, an der nur Wiener Vereine teilnahmeberechtigt sind. Das erste Match wird am 3. September ausgetragen.
- 1911: Der Franzose Jacques Schneider ruft die Schneider-Trophy, ein Rennen für Wasserflugzeuge, ins Leben.
- 1911: Die erste Rallye Monte Carlo, initiiert von Albert I., beginnt. In Genf, Paris, Boulogne-sur-Mer, Berlin, Wien und Brüssel starten insgesamt 20 Teilnehmer in Richtung Monaco. Der Franzose Henri Louis Rougier wird schließlich erster Gesamtsieger.
- 1911: Auf der Rundstrecke in Speedway (Indiana) wird das erste 500-Meilen-Rennen von Indianapolis für Automobile ausgetragen. Ray Harroun gewinnt auf einem Marmon Wasp.
- 1912: Der US-Amerikaner George Horine überquert in Palo Alto im Hochsprung als Erster die Höhe von zwei Metern.
- 1914: Das Internationale Olympische Komitee (IOC) hisst beim 16. Olympischen Kongress zum ersten Mal die offizielle Olympiafahne mit den fünf Ringen.
- 1914: Die 1912 gegründete International Amateur Athletics Federation (IAAF) gibt die erste Liste der Leichtathletik-Weltrekorde heraus. Da die Federation den Frauensport ablehnt, sind darin nur 95 Männerweltrekorde enthalten.
- 1914: Das Schachturnier zu Sankt Petersburg 1914 gilt als eines der bedeutendsten internationalen Schachturniere überhaupt. Der amtierende Weltmeister Emanuel Lasker gewinnt es nach teilweise spektakulärem Verlauf.
- 1915: Wegen des Weltkrieges zieht das Internationale Olympische Komitee von Paris nach Lausanne in die neutrale Schweiz um.
- 1916: Das Campeonato Sudamericano von 1916 war die erste Südamerikameisterschaft im Fußball und damit die erste Kontinentalmeisterschaft von Fußballnationalmannschaften weltweit. Meister des Turniers wird Uruguay.
- 1917: Gründung der National Hockey League. Der erste Spieltag ist am 19. Dezember.

### Gesellschaft

Weltausstellungen
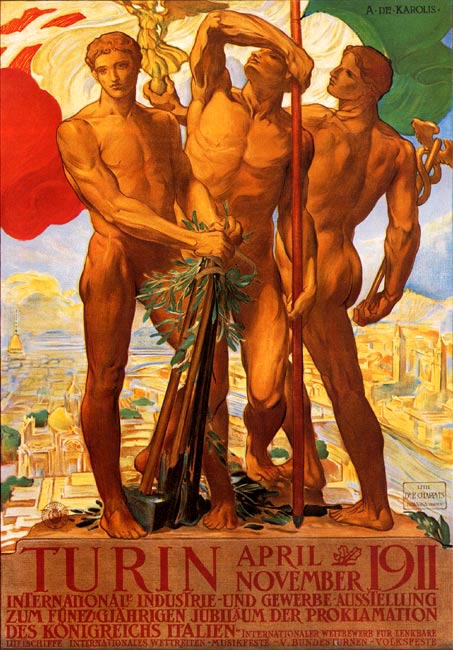
Plakat der Weltausstellung von 1911 in Turin.
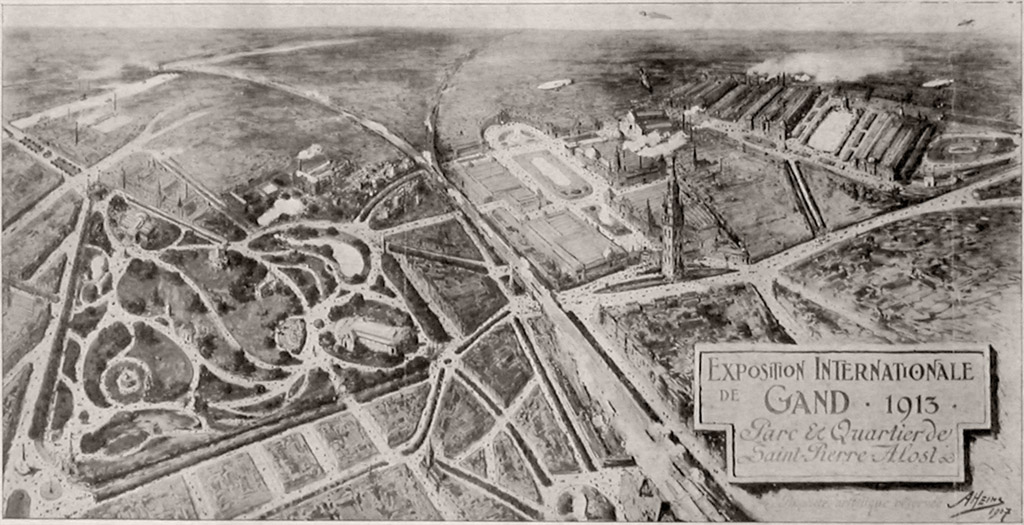
Panoramablick auf die Ausstellungsflächen in Gent, 1913.
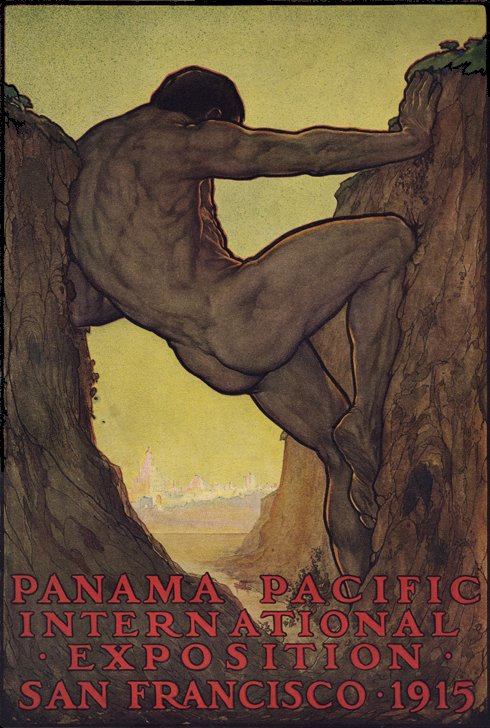
Werbeplakat zur Weltausstellung in San Francisco, 1915.

- Weltausstellungen in Brüssel, Turin, Gent und San Francisco. Die Weltausstellung in Gent war die letzte Weltausstellung vor dem Ersten Weltkrieg und die letzte Weltausstellung mit einer Völkerschau. Zahlreiche Kolonien, darunter auch Belgisch-Kongo, haben einen eigenen Pavillon und sollen insbesondere den belgischen Imperialismus im besten Licht erscheinen lassen.
- 1910: Virginia Stephen veranstaltet mit einigen ihrer Freunde den sogenannten Dreadnought-Streich.
- 1910: In Spokane im US-Bundesstaat Washington wird zum ersten Mal ein Vatertag gefeiert. Sonora Smart Dodd will damit in Anlehnung an den in den USA eingeführten Muttertag eigentlich ihren alleinerziehenden Vater ehren, setzt jedoch eine Bewegung in Gang.

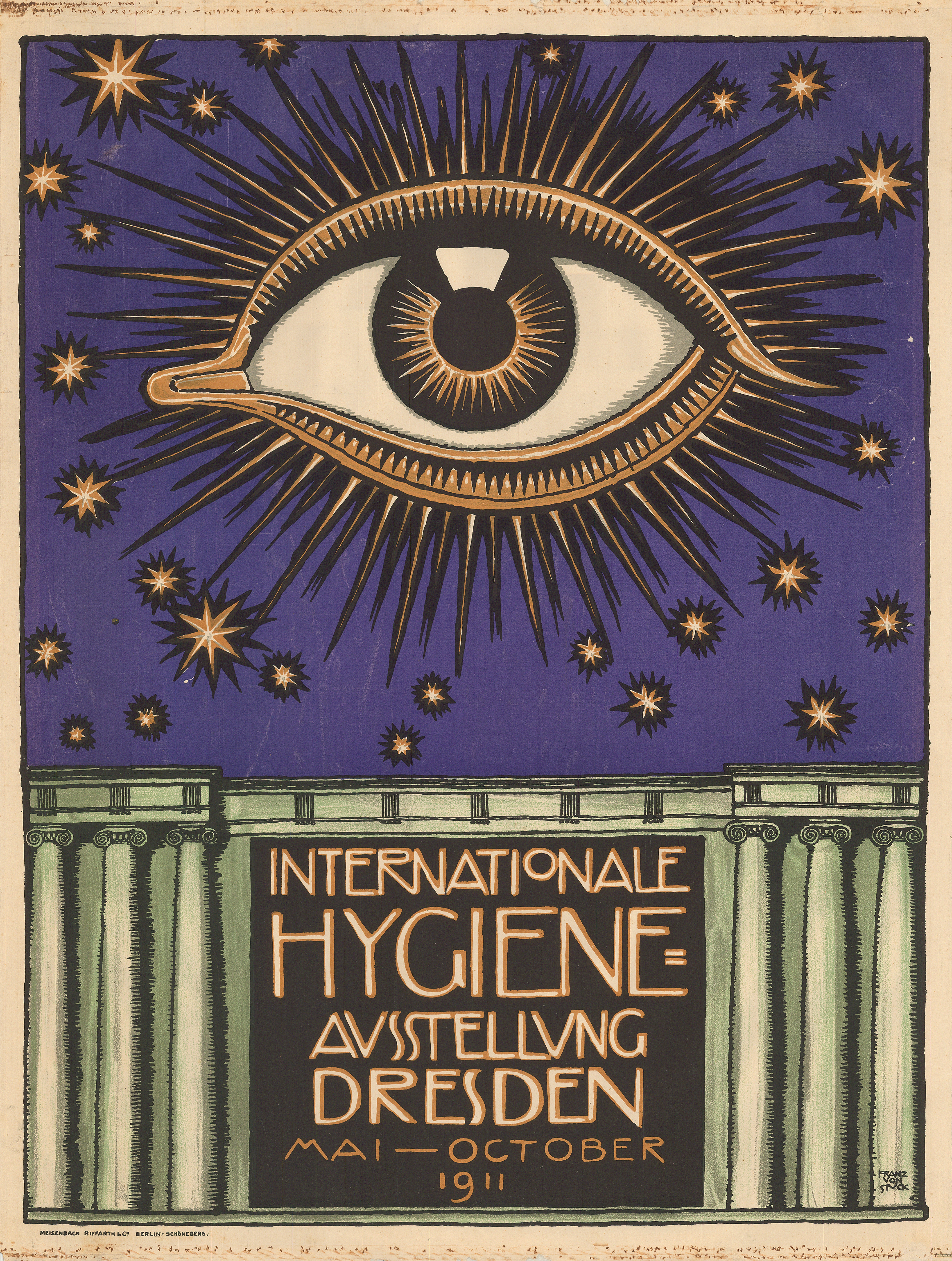
Plakat der Internationalen Hygiene-Ausstellung 1911

- 1911: Auf Anregung des Odol-Fabrikanten Karl August Lingner wird im Städtischen Ausstellungspalast in Dresden die Internationale Hygiene-Ausstellung eröffnet. Sie dauert bis zum 31. Oktober und ist bis heute die am stärksten besuchte Ausstellung in Dresden.
- 1911: Der alte Elbtunnel in Hamburg wird eingeweiht.
- 1913: Das New Yorker Grand Central Terminal wird eingeweiht. Es ist seitdem der größte Bahnhof der Welt.
- 1913: Die von der Compañía de Tranvías Anglo Argentina erbaute erste Linie der Subterráneos de Buenos Aires, der ersten U-Bahn Südamerikas und der gesamten Südhalbkugel, wird eröffnet.

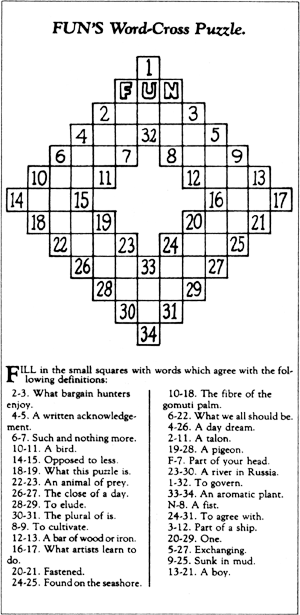
Das erste Kreuzworträtsel

- 1913: Das erste Kreuzworträtsel der Welt erscheint in der Wochenendbeilage der Zeitung New York World, erfunden von Arthur Wynne.

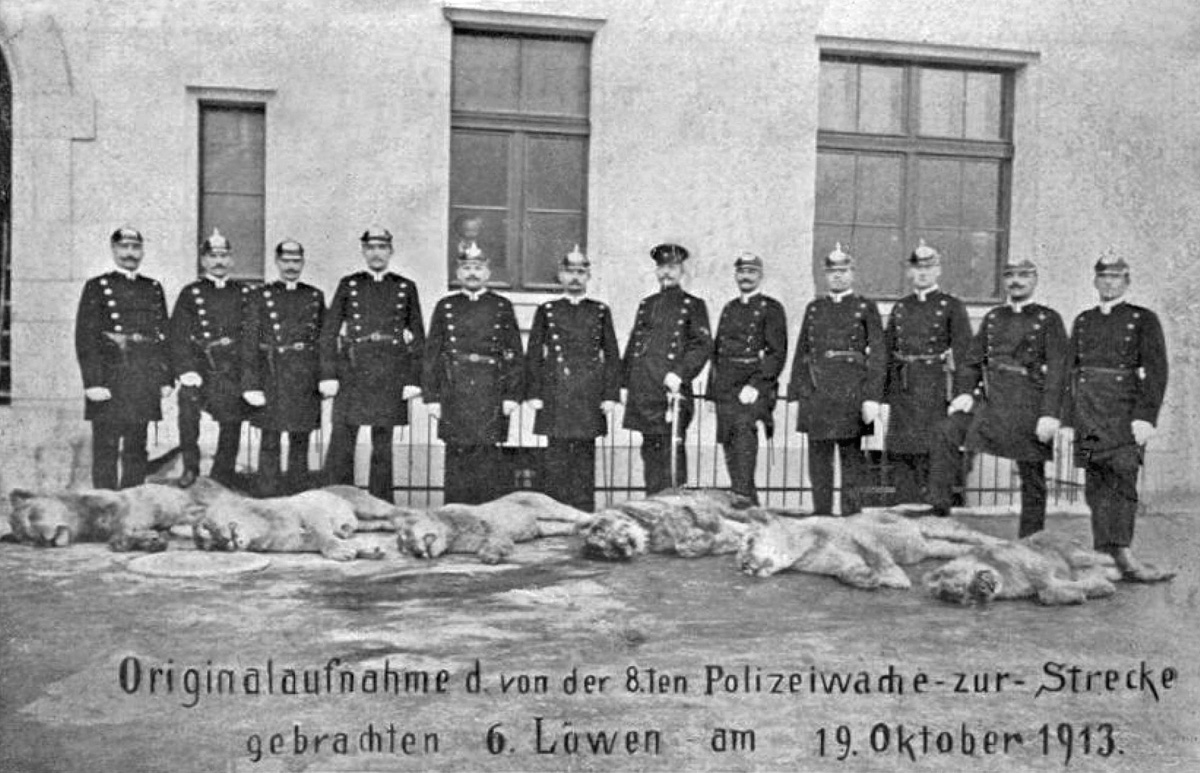
Die bei der Leipziger Löwenjagd zur Strecke gebrachten Tiere vor der Polizeiwache

- 1913: In Leipzig wird als Konsequenz aus einem schweren Unglück in Binz auf Rügen die Deutsche Lebens-Rettungs-Gesellschaft gegründet. Hauptziel der Gesellschaft ist, Menschen vor dem Ertrinken zu bewahren.
- 1913: Bei der „Leipziger Löwenjagd“ werden in Leipzig sechs aus einem Zirkus entwichene Löwen getötet.
- 1914: Trotz mangelnder Beweise wird der schwedische Wanderarbeiter Joe Hill in Salt Lake City des Mordes an einem Lebensmittelhändler und seinem Sohn schuldig befunden. Der Fall entwickelt sich zu einem der größten Justizskandale in der amerikanischen Geschichte.

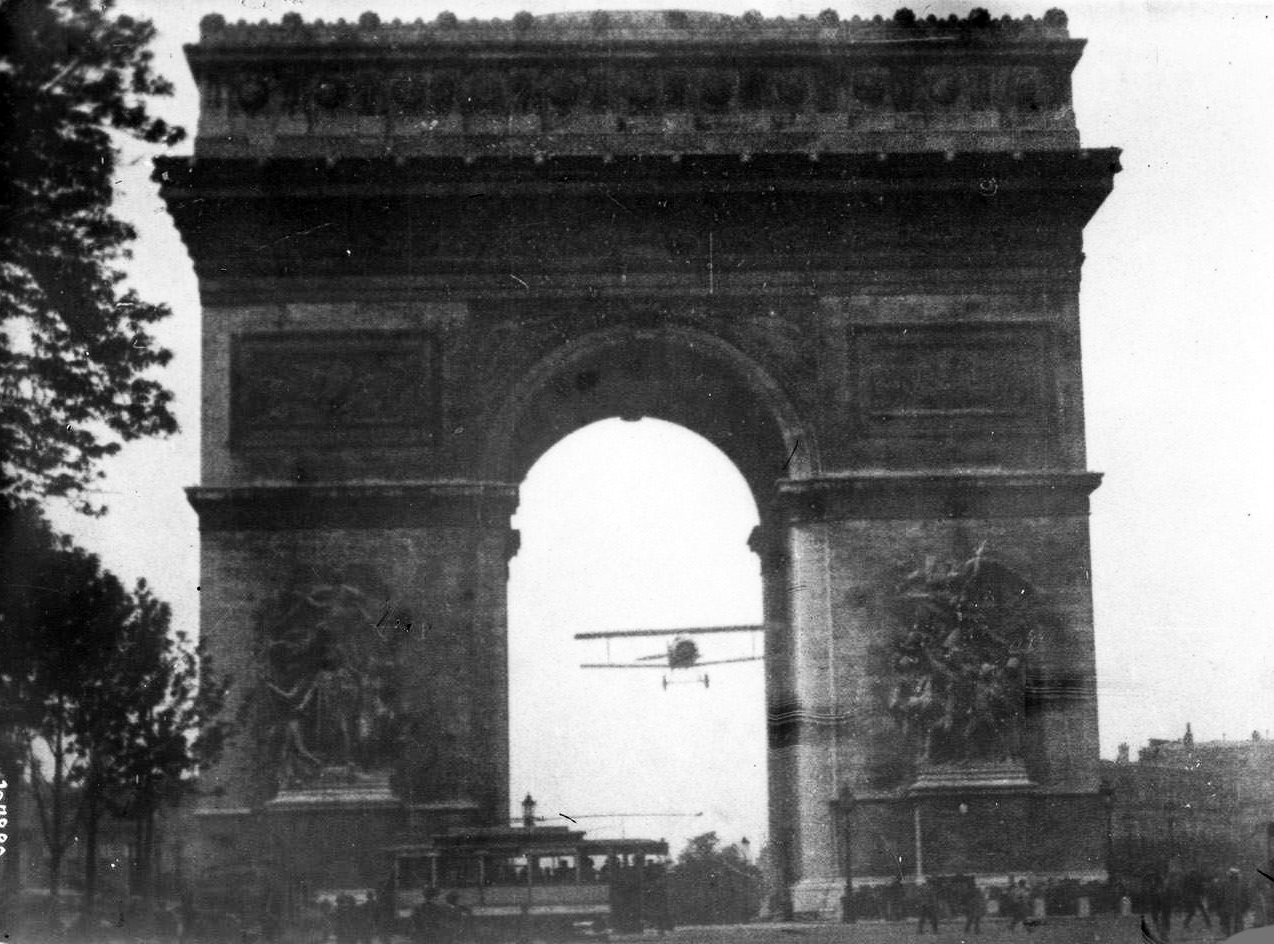
Charles Godefroy fliegt durch den Arc de Triomphe.

- 1916:  Nach einem Vortrag über Geburtenkontrolle wird in New York die Anarchistin und Friedensaktivistin Emma Goldman festgenommen. Die Krankenschwester Margaret Sanger eröffnet im Oktober in Brownsville (New York City) zusammen mit ihrer Schwester und einer Gesinnungsgenossin die erste US-amerikanische Klinik für Familienplanung und Geburtenkontrolle. Neun Tage später werden die drei Frauen von der Polizei verhaftet.
- 1916: Haiangriffe an der Küste von New Jersey.
- 1919: Spaniens König Alfons XIII. eröffnet die erste Linie der Metro Madrid.
- 1919: Beginn der zivilen Luftpost in Deutschland. Zweimal täglich starteten Flugzeuge in Berlin-Johannisthal, um Postsendungen zum Tagungsort der verfassunggebenden Nationalversammlung in Weimar zu transportieren.
- 1919: In der Royal Albert Hall in London gibt die Britin Eglantyne Jebb die Gründung des Kinderhilfswerks Save the Children bekannt. Sie sammelt mit ihrer Schwester Spenden zur Hilfe für die unter den Folgen des Weltkriegs leidenden Kinder in Deutschland und Österreich.
- 1919: Der Flieger Charles Godefroy durchquert mit einem Nieuport 11-Doppeldecker den Pariser Arc de Triomphe.
- 1919: Marie Juchacz gründet in Deutschland unter dem Namen Hauptausschuss für Arbeiterwohlfahrt in der SPD die Arbeiterwohlfahrt.

## Persönlichkeiten

### Politik

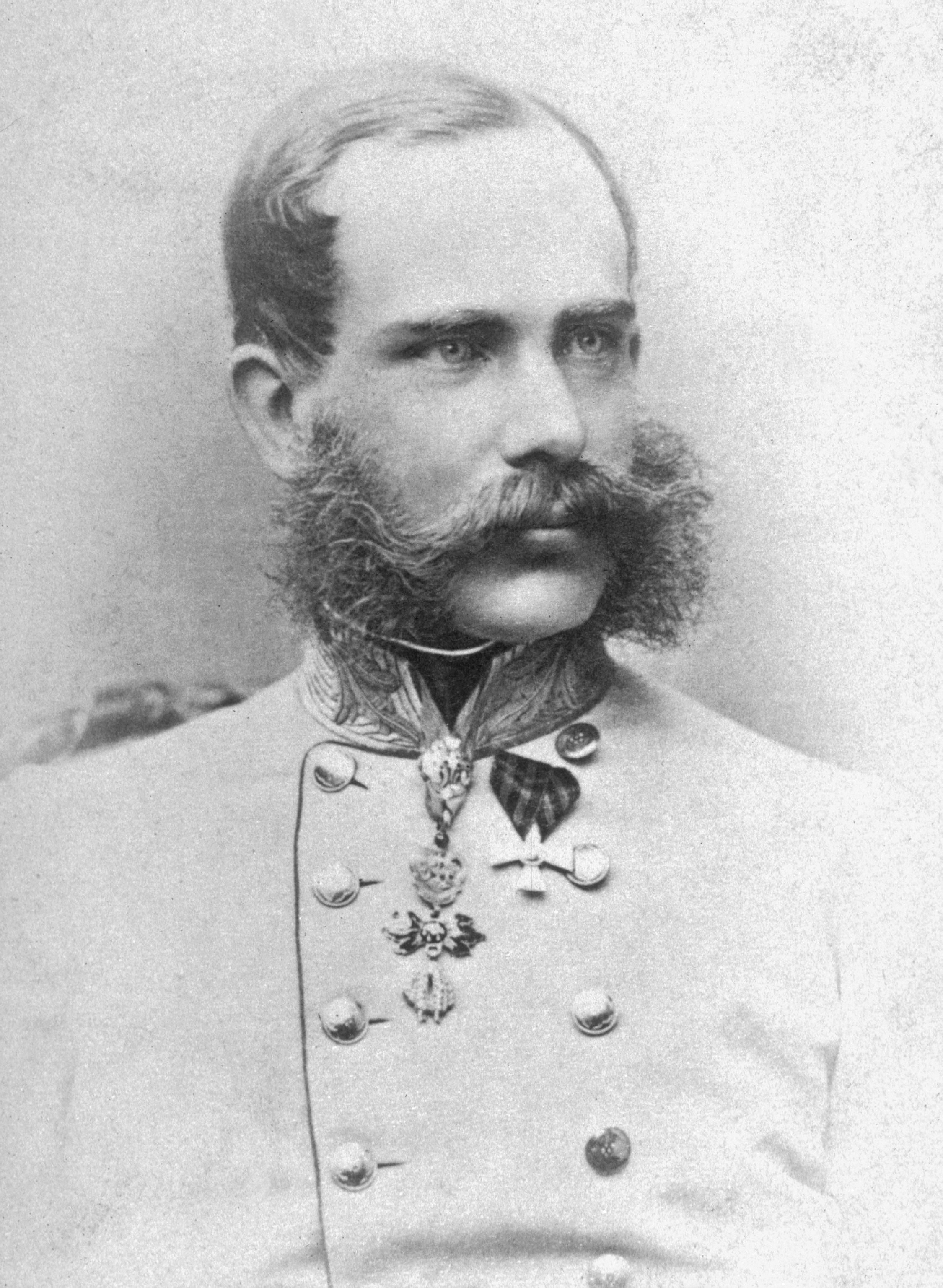
Franz Joseph I. (1830–1916)

- Franz Joseph I., Kaiser in Österreich-Ungarn
- Franz Ferdinand, Kronprinz in Österreich-Ungarn
- Georg V., britischer König
- Kaiser Wilhelm II., deutscher Kaiser
- Theobald von Bethmann Hollweg, deutscher Reichskanzler
- Raymond Poincaré, französischer Präsident
- Meiji, Kaiser in Japan
- Woodrow Wilson, US-amerikanischer Präsident
- Max von Baden, Thronfolger des Großherzogtums Baden
- Friedrich Ebert, Sozialdemokrat und Politiker
- Philipp Scheidemann, Sozialdemokrat und Politiker
- Wladimir Iljitsch Lenin, Politiker und Revolutionär
- Karl Liebknecht, Politiker und Revolutionär
- Rosa Luxemburg, Politikerin und Revolutionärin

### Wissenschaft
- Roald Amundsen, Polarforscher
- Albert Einstein, theoretischer Physiker
- Max Weber, Soziologe

### Musik
- Arnold Schönberg, Komponist
- Claude Debussy, Komponist
- Igor Fjodorowitsch Strawinski, Komponist
- Enrico Caruso, Opernsänger
- Lotte Lehmann, Opernsängerin

### Film
- Charlie Chaplin, Komiker, Schauspieler, Regisseur, Komponist und Produzent
- D. W. Griffith, Schauspieler, Regisseur und Filmproduzent
- Douglas Fairbanks, Schauspieler, Regisseur, Drehbuchautor und Filmproduzent
- Samuel Goldwyn, Filmproduzent